# Макаров, Владимир Леонидович
Владимир Леонидович Макаров (род. 11 августа 1941 г., Воронеж) — украинский математик, Академик НАНУ, специалист по вычислительной математике.

## Биография
Родился в семье служащих Леонида Александровича (1913 г. р.) и Марии Михайловны (девичья фамилия Збуржинская, 1913 г. р.) Макаровых, которые вместе с Киевским танковым заводом были эвакуированы в г. Воронеж.
В 1948-1958 гг. учился в киевской средней общеобразовательной школе № 86 (ныне — Киевская гимназия «Консул» № 86 с углубленным изучением иностранных языков).
Окончив школу, прислушался к совету матери, которая хорошо знала наклонности сына, и решил стать математиком. В 1958-1963 гг. учился на механико-математическом факультете Киевского государственного университета им. Т. Г. Шевченко, а в 1963-1965 гг. — в аспирантуре при этом же учебном заведении.
В 1967 г. защитил диссертацию на соискание ученой степени кандидата физ.-мат. наук «Специальные функции дискретного аргумента осесимметричного потенциала и их применение».
В 1971 г. получил ученое звание доцента.
В 1974 г. защитил диссертацию на соискание ученой степени доктора физ.-мат. наук «Ортогональные многочлены и разностные схемы с точными и явными спектрами» (диплом доктора физ.-мат. наук изданный 1976 г.).
В 1977 г. получил ученое звание профессора.
Работал в КГУ имени Тараса Шевченко на должностях: младшего научного сотрудника, ассистента, старшего преподавателя, с 1969 г. — доцента, старшего научного сотрудника, с 1977 г. — профессора, в 1981-1998 гг. — заведующего кафедрой численных методов математической физики. В 1969-1971 гг был заместителем декана факультета кибернетики.
С 1998 г. работает на должности заведующего отделом вычислительной математики Института математики НАН Украины.
В 2002-2011 гг. создал и возглавлял кафедру прикладной математики Национального авиационного университета.
В 2000 г. избран членом-корреспондентом, в 2009 г. — академиком НАН Украины.
Принимал участие в выполнении DAAD-проектов (1994-1999 гг., Германия), DFG-проектов (1998-2006 гг., Германия), проектов ГФФИ Украины.
Соросовский профессор (1996 г.).
2017 - Заслуженный деятель науки и техники Украины
Ученик академика Положия: 
В 1985-1987 гг. был депутатом Киевского городского совета.
Владеет украинским, русским, немецким и английским языками.

## Научная работа
Результаты фундаментальных исследований академика НАН Украины. Л. Макарова в этой отрасли составляют основу важных достижений украинской науки и нашли свое воплощение в более 300 научных публикациях, среди которых 13 монографий, 7 учебников и учебных пособий, получивших широкое признание среди специалистов. Основные его результаты концентрируются вокруг трех направлений.
Теория разностных схем. Впервые введен и исследован новый класс разностных схем с точными и явными спектрами. При изучении математического аппарата этого класса схем, специальных функций дискретного аргумента, получен ряд важных результатов относительно нулей ассоциированных ортогональных многочленов. Существенный вклад сделан в развитие теории точных и усеченных разностных схем А. Н. Тихонова и А. А. Самарского для более общих математических объектов (для векторных систем ОДУ второго порядка, дифференциальных уравнений с вырождением и в неограниченных областях). Построена теория точных и усеченных разностных схем для нелинейных систем ОДУ. Для дифференциальных уравнений с обобщенными решениями построена теория разностных схем, скорость сходимости которых согласована с гладкостью исходной дифференциальной задачи.
Теория операторного интерполирования. Построены основы общей теории полиномиального интерполирования нелинейных операторов (отображений) в абстрактных пространствах. Доказаны теоремы о необходимые и достаточные условия разрешимости задач полиномиального операторного интерполирования, о описание всего множества интерполянтов как для интерполяционных условий Лагранжа, так и для условий типа Birkhoff–Эрмита. Введен и исследован новый класс интерполяционных интегральных цепных дробей(И ИЛД). Найдены необходимые и достаточные условия разрешимости задачи лагранжевой интерполяции в классе И ИЛД, базирующихся на континуальности интерполяционных узлов.
Абстрактные задачи для дифференциальных уравнений с неограниченными операторными коэффициентами. Построены и исследованы методы без насыщения точности для дифференциальных уравнений с неограниченными операторными коэффициентами первого и второго порядков в Гильбертовом и Банаховом пространствах (метод преобразования Кэли). Построено экспоненциально быстрый метод аппроксимации операторной экспоненты, что допускает распараллеливание, который стал основой при разработке экспоненциально сходящихся алгоритмов для решения задач Коши для неоднородных эволюционных уравнений первого порядка.
Научные результаты В. Л. Макарова нашли практическое применение в математическом моделировании сложных инструментально-технологических систем и измерительных комплексов.
Макаров В. Л. немало сил и энергии отдает научно-организационной и педагогической работе как член бюро отделения математики НАН Украины, член ряда экспертных научных советов и член специализированных советов по защите диссертаций на соискание научных степеней, принимает непосредственное участие в аттестации научных кадров высшей квалификации для независимой Украины, является председателем Международного координационного комитета по вычислительной математике при МААН.
Значительный вклад в развитие математики сделали его ученики. Он подготовил 15 докторов и 48 кандидатов, создав, таким образом, научную школу по вычислительной и прикладной математики.
Сопредседатель научного совета по вычислительной математике МААН.

## Некоторые труды
- Ivan Gavrilyuk, Volodymyr Makarov, Vitalii Vasylyk. Exponentially Convergent Algorithms for Abstract Differential Equations. — Birkh user, Springer Basel (Frontiers in Mathematics) — 2011. — 180 p. — ISBN 978-3-0348-0118-8

## Семья
Жена — Макарова Светлана Григорьевна (1940-2017), закончила биологический факультет, канд. биол. наук.
Дети
Макаров Леонид Владимирович (1963 г. н.), окончил факультет кибернетики КНУ имени Тараса Шевченко, канд. физ.-мат. наук.
Макаров Сергей Владимирович (1966 г. н.), закончил КПИ, канд. физ.-мат. наук.
Брат — Макаров Игорь Леонидович (1954-2013), окончил факультет кибернетики КНУ имени Тараса Шевченко, канд. физ.-мат. наук, был заместителем главного академика-секретаря НАН Украины.

## Награды
Орден Трудового Красного знамени (1984 г.).
Премия НАН Украины имени Н. М. Крылова 2007 г. — за цикл научных трудов «Современные методы теории аппроксимации и интерполяции» (в составе коллектива).
Премия НАН Украины имени Н. М. Боголюбова 2011 г. — за цикл научных трудов «Развитие идей Н. М. Боголюбова в теоретической и математической физике» (в составе коллектива).
Заслуженный деятель науки и техники Украины (21 января 2017) — за значительный личный вклад в государственное строительство, социально-экономическое, научно-техническое, культурно-образовательное развитие Украинского государства, дело консолидации украинского общества, многолетний добросовестный труд
Государственная премия Украины в области науки и техники 2012 г. — за цикл научных работ «Дискретные и функциональные методы теории приближения и их применение» (в составе коллектива)[5].
Почетный доктор Национального университета «Львовская политехника».